# Федулова, Алевтина Васильевна
Алевтина Васильевна Федулова (урожд. Тимакова, род. 14 апреля 1940 года, Электросталь, Московской области, РСФСР, СССР) — российский государственный, политический и общественный деятель. Председатель Центрального Совета Всесоюзной пионерской организации им. В. И. Ленина при ЦК ВЛКСМ (1971—84 гг.). Депутат Государственной думы 1-го созыва (1993—95 гг.).

## Биография
Родилась 14 апреля 1940 года в городе Электросталь Московской области в семье Василия Алексеевича Тимакова и Виктории Игоревны (девичья фамилия Гулина). У неё была сестра Лидия.
Алевтина окончила Московский областной педагогический институт им. Крупской, химико-биологический факультет (1963), Академию общественных наук при ЦК КПСС (1986). Член КПСС с 1963 года до августа 1991 года.
- С 1957 по 1968 годы работала в школе учителем.
- В 1968 году была избрана первым секретарем Электростальского горкома ВЛКСМ, затем секретарем Московского обкома ВЛКСМ.
- В 1971—1984 годах — секретарь ЦК ВЛКСМ, председатель Центрального Совета Всесоюзной пионерской организации имени В.И. Ленина[2].
- В 1981—1986 — член Центральной ревизионной комиссии (ЦРК) КПСС.
- В 1984—1987 годах — ответственный секретарь Советского комитета защиты мира. Посещала США вместе с Катей Лычёвой.
- В 1987—1991 годах — первый заместитель председателя Комитета советских женщин.
- С июля 1990 по август 1991 — член ЦК КПСС.
- С 1991 по 1992 годы — председатель Комитета советских женщин.
- С февраля 1992 года по февраль 2006 года — председатель общероссийской общественной организации «Женщины России» (ныне «Союз женщин России»)[3][4].
- В октябре 1993 года стала одним из организаторов Политического движения «Женщины России»[3].
- 12 декабря 1993 года избрана депутатом Государственной думы Федерального Собрания РФ I созыва по федеральному партийному списку общественного объединения «Женщины России», лидер парламентской фракции «Женщины России»[3].
- С января 1994 по декабрь 1995 — заместитель председателя Государственной думы РФ[3].
- В декабре 1998 года движение «Женщины России» вошло в состав коллективного члена в политическое движение «Отечество» под председательством мэра Москвы Юрия Лужкова, (с 1999 г. — избирательный блок «Отечество — Вся Россия»[3].

## Награды
- Орден Дружбы народов
- Орден «Знак Почёта»
- Орден Трудового Красного Знамени
- Орден «За заслуги перед Отечеством» IV степени
- Орден «За заслуги перед Отечеством» III степени (2000) — «за заслуги перед государством и многолетнюю активную общественную деятельность»[5]
- Лауреат Национальной премии общественного признания достижений женщин «Олимпия» в 2001 г.